# Pycreus pseudolatespicatus
Pycreus pseudolatespicatus là loài thực vật có hoa trong họ Cói. Loài này được L.K.Dai miêu tả khoa học đầu tiên năm 1961.